# Giovanni Battista Ferrari (cardinale)
Giovanni Battista Ferrari (Modena, 1445/1451 – Roma, 20 luglio 1502) è stato un cardinale e arcivescovo cattolico italiano.

## Biografia
Laureatosi in legge a Padova, entrò nello stato ecclesiastico in giovane età e si trasferì a Roma sotto la protezione del cardinale Rodrigo Borgia, che gli ottenne delle prebende e un canonicato nel capitolo cattedrale di Modena.
Il cardinale Borgia, nipote di papa Callisto III, agevolò l'accesso alle cariche della Curia Romana a Ferrari, che fu ammesso al possesso delle cariche di sollecitatore delle lettere apostoliche (1471), di abbreviatore di Parco Maggiore (1482) e di referendario (1495).
Fu anche segretario di Giovanni II d'Aragona.
L'11 settembre 1495 fu eletto vescovo di Modena ma, per i suoi impegni presso la Curia, non risiedette quasi mai nella sua città vescovile. Emanò, comunque, numerosi provvedimenti in favore del clero meno abbiente e sotto il suo episcopato fu eretto a Modena il monte frumentario.
Dal 12 aprile 1496 alla morte fu datario apostolico, distinguendosi per l'abilità nel procurare denaro attraverso la vendita di uffici e benefici. Curò anche gli interessi di Ercole I d'Este presso la corte papale e contrattò il fidanzamento di Lucrezia Borgia, figlia di papa Alessandro VI, con Alfonso d'Este, figlio di Ercole.
Ferrari venne creato cardinale nel concistoro del 28 settembre 1500 e il 5 ottobre dello stesso anno ricevette il titolo di San Crisogono.
Il 9 agosto 1501 fu trasferito alla sede metropolitana di Capua.
Ai primi di luglio dell'anno 1502 fu avvelenato dal suo domestico Sebastiano Pinzoni (forse incaricato da Alessandro VI o da Cesare Borgia, desiderosi di impadronirsi delle sue ricchezze) e, dopo una lunga agonia e un rigido rifiuto di "fare salassi o clisteri o prendere sciroppi, pillole o medicine di qualsiasi genere", morì nel suo appartamento di San Pietro il 20 luglio.
A riprova di un possibile coinvolgimento del papa nella vicenda è la testimonianza del maestro di cerimonie Giovanni Burcardo che riporta nel suo diario, nei giorni seguenti, il ritrovamento di un biglietto affisso alla porta del defunto cardinale recitante la frase: "Il bue gli ha preso i beni, la terra il corpo, lo Stige l'anima." Il bue può essere un'allusione allo stemma dei Borgia, nel quale compariva l'animale.
Il suo corpo, inizialmente sepolto in San Pietro, in seguito venne traslato nel duomo di Modena, dove suo fratello Francesco gli era succeduto nell'episcopato.